# Грейт-Барр'єр

Мапа острова

Ґрейт-Ба́рр'єр або Аотеа (англ. Great Barrier, маорі Aotea) — найбільший острів із архіпелагу Барр'єр біля східного узбережжя Північного острова Нової Зеландії.
Розміри острова — довжина 40 км, ширина 16 км. На острові проживає 864 особи (2006).
Найвища точка острова — гора Гобсон (Гіракімата) з висотою 621 м. Острів вулканічного походження, утворився 1—1,5 млн років тому.
Західне узбережжя порізане 5 фіордо-подібними затоками, в той час як східне вкрите пляжами із білого піску.

## Історія
В давнину острів був заселений народом Аотеа, а саме родинами Таїнуї та Те-Арава. Капітан Джеймс Кук в 1769 році відкрив острів і назвав його Грейт-Барр'єр, з англійської великий бар'єр — так як той лежав при вході до затоки Хауракі і захищав її. В кінці XIX — на початку XX ст на острові збудовано шахти, китобійну станцію, дамби та вітряки.
В 1970-их роках лісогосподарський комплекс Нової Зеландії взявся за відновлення лісів каурі, тому тут утворили заповідник. Зараз тут зростає 500 видів рослин, у водах живе 70 видів риб. Є ділянки цілинних мангрових лісів.
Острів став першими у Новій Зеландії, де запрацювала голубина авіапошта — 1897. 1908 року острів з'єднали із Оклендом телеграфним кабелем.